# Angela Visser
Pour les articles homonymes, voir Visser.
 (juin 2019).
Si vous disposez d'ouvrages ou d'articles de référence ou si vous connaissez des sites web de qualité traitant du thème abordé ici, merci de compléter l'article en donnant les références utiles à sa vérifiabilité et en les liant à la section « Notes et références ».
Angela Teamo Visser est une actrice néerlandaise née le 18 octobre 1966 à Nieuwerkerk aan den IJssel. Elle est la première femme des Pays-Bas élue Miss Univers 1989. Elle a concouru pour Miss Monde, mais n’a pas obtenu la couronne.

## Biographie
Angela Visser est couronnée Miss Univers en 1989. Elle vit ensuite une année entière à Los Angeles le temps de remplir son contrat. Elle y réside finalement 10 ans et travaille dans le milieu du show-business. Elle rencontre ensuite son futur mari Phil, et ils décident ensemble de quitter la scène.
Après sa carrière d'actrice, elle se reconvertit en tant qu'agent immobilier.

## Filmographie
- The Ben Stiller Show
- Blossom
- Incorrigible Cory (Boy Meets World)
- Alerte à Malibu (Baywatch)
- Agence Acapulco (Acapulco H.E.A.T.)
- Beverly Hills 90210
- Amis
- USA High
- Friends, S01E19, Celui qui a perdu son singe[2]